# Jerzy Kossak
Jerzy Maciej Kossak (Cracovia, 11 settembre 1886 – Cracovia, 11 maggio 1955) è stato un pittore polacco.
Jerzy Kossak era il figlio del pittore polacco Wojciech Kossak e il nipote di Juliusz Kossak. Egli non completò nessuna scuola d'arte; affinò il suo talento nello studio di suo padre. La prima mostra delle sue opere ebbe luogo a Cracovia nel 1910. Durante la prima guerra mondiale prestò servizio sul fronte italiano con il grado di tenente dell'esercito austriaco. Nel periodo tra le due guerre lavorò nello studio creato da suo padre, per salvare la famiglia dal tracollo economico. Durante la seconda guerra mondiale e negli anni del dopoguerra, sempre a Cracovia, Kossak dipinse soprattutto ritratti ma anche scene di battaglia e di folklore. Fu un rappresentante del realismo nella pittura polacca. Morì a Cracovia nel 1955. È sepolto nel cimitero di Rakowice a Cracovia. L'artista non venne apprezzato dalle autorità comuniste, a causa della raffigurazione di scene della guerra sovietico-polacca (1919-1921).
Dalle seconde nozze con Elżbieta Dzięciołowska-Śmiałowska nacque la biologa ed ecologa Simona Kossak, nota per l'attività di protezione della natura, in particolare nella foresta di Białowieża, dove visse per trent'anni.